# Corsico
Corsico (Còrsich in dialetto milanese) è un comune italiano di 34 788 abitanti della città metropolitana di Milano in Lombardia.

## Storia

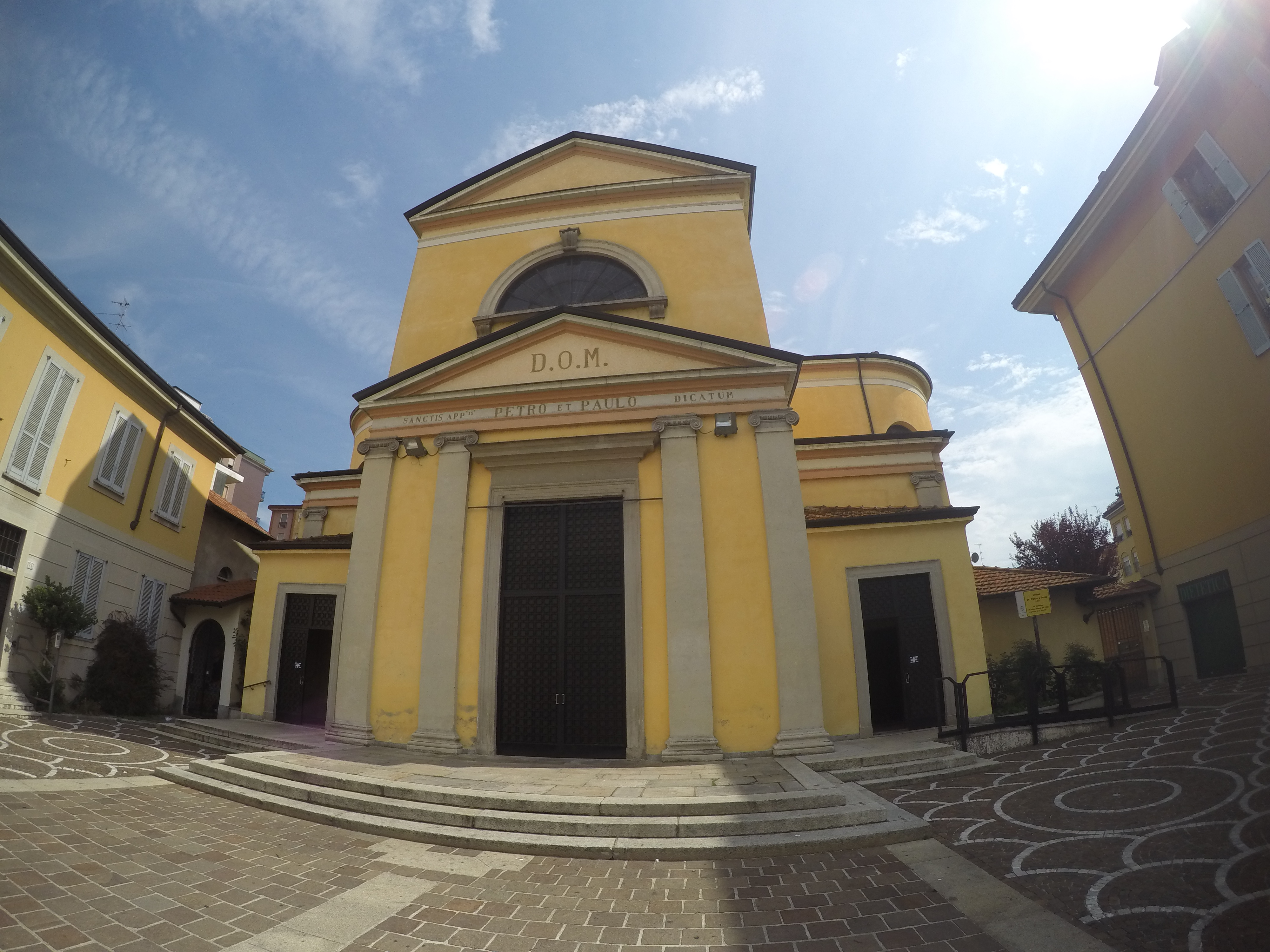
La chiesa parrocchiale dei Santi Pietro e Paolo

Corsico nacque intorno al 1200 nel territorio che sarebbe stato percorso dal canale del Naviglio Grande, la cui costruzione iniziò intorno al 1259 ad opera di Martino della Torre. La famiglia dei Torriani venne sconfitta dai Visconti nella battaglia di Desio (1277) e i Visconti divennero i padroni di Milano per circa due secoli. Corsico, che faceva parte del ducato di Milano, aveva sul proprio territorio la Tenuta Torriani (poi Visconti) e la villa del condottiero Niccolò Piccinino (1380-1444), guerriero al servizio di Filippino Maria Visconti. Nel 1525 a Corsico venne fondata l'Opera Pia Vimercati per la distribuzione del pane alle famiglie povere. Il 2 novembre 1584, l'arcivescovo san Carlo Borromeo, di ritorno da una visita pastorale sul Lago Maggiore, sceso dal Barchett di Boffalora, sostò in località Guardia di Sotto: qui venne eretta un'edicola in ricordo. Oggi l'edicola e l'adiacente chiesetta sono colpevolmente in completo abbandono e degrado. Portato a Milano su una lettiga, morì il giorno seguente.
Nel 1706 Corsico fu quartier generale dell'esercito di Eugenio di Savoia, agli ordini di Giuseppe I d'Asburgo, Imperatore del Sacro Romano Impero, che sconfisse l'ultimo governatore spagnolo, Carlo Enrico di Lorena.
Milano e il territorio limitrofo, con i 771 abitanti di Corsico, passarono dunque dal dominio spagnolo a quello austriaco (1706-1859), interrotto dalla parentesi francese. In età napoleonica (1811-16) furono aggregati a Corsico i comuni di Assago, Bazzana, Bazzanella, Buccinasco, Gudo Gambaredo, Loirano, Romano Banco, Rovido, Trezzano e Terzago; tutti recuperarono l'autonomia con la costituzione del Regno Lombardo-Veneto (1815).
Dal 1827 al 1853 Corsico fu sede del distretto II della provincia di Milano. Nel 1841 fu aggregato a Corsico il comune di Lorenteggio, aggregato poi nel 1923 alla città di Milano.
All'unità d'Italia (1861) l'economia di Corsico è ancora prevalentemente agricola e zootecnica, con la nascita delle prime aziende casearie. Nel 1863 Corsico (che aveva un territorio maggiore di quello attuale) contava circa 1 600 abitanti, di cui 23 con diritto di voto. Alle elezioni amministrative del 30 luglio 1905 avevano diritto di voto 194 abitanti per sei consiglieri amministrativi.
Agli inizi del Novecento iniziarono ad essere aperte le prime industrie (della carta e della vetroceramica). Durante la prima guerra mondiale diversi giovani corsichesi vennero chiamati alle armi: 90 furono i caduti. Alle elezioni del 1921 Corsico votò comunista mentre i fascisti ottennero il 20% dei voti. I fascisti utilizzarono anche a Corsico la violenza e propagarono il terrore e mentre nelle elezioni del 1924 in Italia conquistarono la maggioranza con il 66,3% dei voti, a Corsico vennero sconfitti con meno del 40% dei voti. Gli anni trenta videro una forte immigrazione verso Corsico dal Veneto e dal Bergamasco, tanto che all'alba della seconda guerra mondiale la popolazione raggiungeva gli 8 000 abitanti. La guerra ebbe effetti terribili sulla popolazione che subì, oltre alla miseria, anche i bombardamenti. Dopo l'armistizio del 1943 a Corsico il Movimento di liberazione era già organizzato nella 113ª brigata Garibaldi, nelle formazioni Matteotti e Giustizia e Libertà. L'insurrezione popolare del 25 aprile 1945 pose fine all'occupazione tedesca e Corsico fu in festa quando il 29 aprile le forze alleate entrarono nel Milanese.
L'amministrazione che si insediò alla fine della guerra derivò direttamente dai rappresentanti del Comitato di Liberazione Nazionale. Corsico si mobilitò per la ricostruzione. Nelle elezioni del 1946 vinsero i comunisti e i socialisti col 71,5% dei voti. Il 2 giugno 1946 Corsico espresse il suo “sì” alla Repubblica col 73,8% dei voti. Con gli anni cinquanta iniziò la migrazione verso il nord dei cittadini del Meridione.
Tra la seconda metà degli anni sessanta e i primi anni settanta, facilitati dall'inaugurazione nel 1961 della strada statale Nuova Vigevanese, sorsero i quartieri Lavagna e Giorgella. I nuovi quartieri presero il nome dalle cascine presenti in quel territorio sin dal 1700.
I nuovi quartieri edificati furono realizzati con la tipologia costruttiva della prefabbricazione e dal punto di vista della dimensione demografica si equivalgono.
A oggi Corsico è una città di medie dimensioni e di notevole importanza per l'industria e il commercio, collegata a Milano da una fitta rete viaria e ferroviaria.

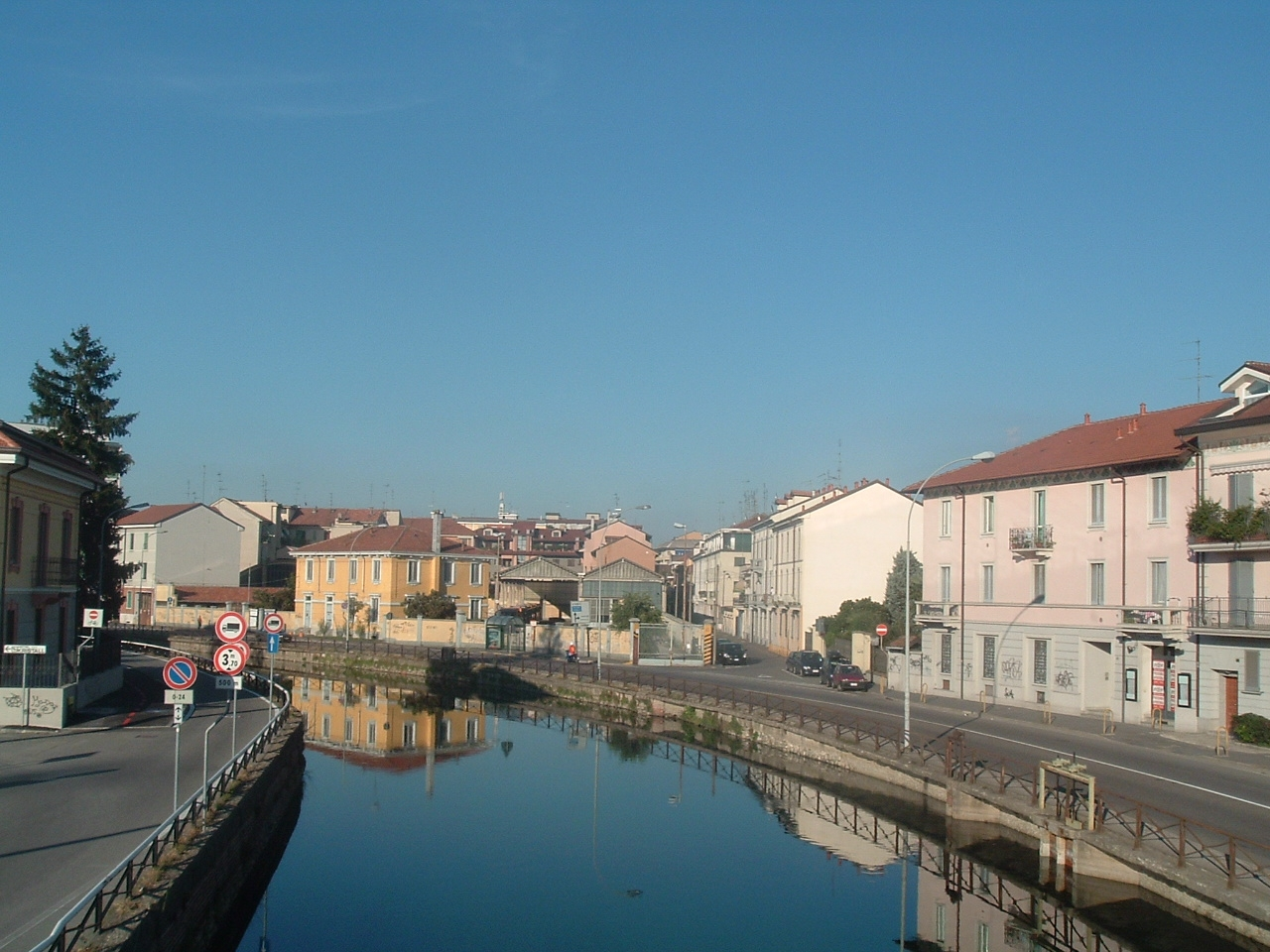
Corsico, Naviglio grande

Da uno studio realizzato nel 2006 dalla Provincia di Milano, Corsico risulta il comune più urbanizzato del Milanese (87% contro una media del 44,6%).
Fin dagli ultimi decenni del XX secolo Corsico è inoltre divenuta nota a livello nazionale in quanto considerata (insieme alle vicine Buccinasco, Cesano Boscone, Trezzano sul Naviglio e Gaggiano) uno dei territori del nord Italia a più elevata infiltrazione della criminalità organizzata, segnatamente delle 'ndrina calabresi Papalia (alleata dei Barbaro), Sergi e Trimboli, tutte originarie del comune di Platì (RC). Tali gruppi si dedicano principalmente ad attività di traffico di droga (cocaina ed eroina) e alla gestione di appalti e subappalti nel campo dell'edilizia. Negli anni ottanta si resero anche protagonisti di estorsioni e sequestri di persona. Negli anni novanta l'operazione di polizia denominata Nord-Sud condusse all'arresto dei fratelli Rocco, Antonio e Domenico Papalia, leader della relativa 'ndrina familiare.
A questo riguardo, la Relazione sul secondo semestre 2018 di attività della DIA (Direzione Investigativa Antimafia) cita espressamente Corsico come sede di una Locale ('ndrangheta) di 'ndrangheta
Una matrice mafiosa è anche riconducibile all'omicidio del fruttivendolo Pietro Sanua, ucciso a colpi di pistola nei pressi del mercato corsichese di via Di Vittorio il 4 febbraio 1995. Egli ricopriva la carica di presidente zonale dell'Associazione Nazionale Venditori Ambulanti (affiliata a Confesercenti) ed era membro della commissione comunale milanese sul commercio ambulante: nell'esercizio di tali funzioni aveva denunciato l'esistenza di un sistema di tangenti nella definizione delle graduatorie per il posizionamento dei venditori di fiori presso i cimiteri dell'hinterland milanese e all'interno dell'Ortomercato di Milano. Sebbene egli avesse subìto pressioni e minacce e si fosse scontrato personalmente con Salvatore Morabito (esponente di spicco della omonima 'ndrina basata a Buccinasco) non aveva desistito dal proprio impegno. Le indagini ufficiali tuttavia ipotizzarono (contro il parere del figlio, Lorenzo Sanua, che fin dall'inizio denunziò la natura mafiosa del gesto) una pista passionale, che rimase senza riscontri e portò il fascicolo all'archiviazione senza procedimenti contro alcuno.

### Simboli
Lo stemma della città di Corsico, riconosciuto con D.P.C.M. dell'8 gennaio 1954, è blasonato: d'argento, alla croce di rosso e deriva da un emblema relativo alla "Comunità di Corsico", miniato a pagina 320 del volume I dello Stemmario Cremosano del 1673. Lo scudo è timbrato da una corona muraria del rango di città, a seguito della concessione del titolo avvenuta con DPR del 22 luglio 1987.
Con DPR del 16 ottobre 1954 venne concesso il gonfalone costituito da un drappo di rosso.

## Società

### Evoluzione demografica
- 600 nel 1751
- 771 nel 1771
- 455 nel 1805
- 512 nel 1809
- 2395 nel 1811 dopo l’annessione di Assago, Bazzana, Bazzanella, Gudo Gambaredo, Buccinasco, Romanbanco, Rovido, Trezzano, Terzago e Loirano
- 1509 nel 1853 dopo l’annessione del Lorenteggio
- 1600 nel 1861

Abitanti censiti

### Etnie e minoranze straniere
Secondo le statistiche ISTAT al 1º gennaio 2018 la popolazione straniera residente nel comune metropolitano era di 5 931 persone, pari al 15% della popolazione. Le nazionalità maggiormente rappresentate in base alla loro percentuale sul totale della popolazione residente erano al 2018:
- Egitto 1 069
- Romania 790
- Perù 459
- Filippine 437
- Ecuador 359
- Sri Lanka 352
- Ucraina 306
- Cina 274
- Albania 273
- Moldavia 207
- Senegal 207

## Monumenti e luoghi d'interesse
- Chiesa dei Santi Pietro e Paolo
- Chiesa di Sant'Antonio da Padova
- Cascina Guardia di Sopra,[14][15] introdotta da una facciata Cinquecentesca sulla quale campeggia lo stemma dei Visconti.[16]
- Cascina Guardia di Sotto,[17] complesso che comprende i resti di una chiesetta neoclassica realizzata in riva al Naviglio Grande.[18]

## Cultura

### Istruzione
Il comune ospita l'Istituto Comprensivo G. Galilei, che comprende:
- Scuola dell'Infanzia
- Scuola Primaria
- Scuola Secondaria di I° Grado
- Ancora è presente nel Comune di Corsico l'Istituto Comprensivo Statale "Buonarroti", che comprende:
- Scuola dell'infanzia
- Scuola Primaria
- Scuola secondaria di I° Grado

Inoltre, a Corsico è situato il Liceo Scientifico e delle Scienze Umane "Giambattista Vico" e l'Istituto di Istruzione Secondaria "Giovanni Falcone – Augusto Righi" (nato dalla fusione avvenuta nel 2013 tra l'Istituto Tecnico Commerciale "Giovanni Falcone" e l'Istituto Tecnico Industriale "Augusto Righi").

## Infrastrutture e trasporti

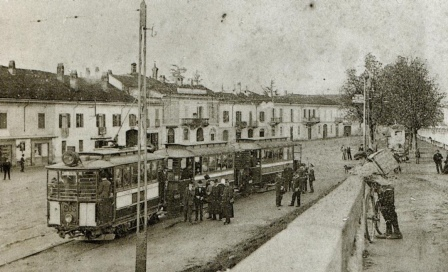
Tram in Piazza Ponte

La città è attraversata dalla strada statale 494 Vigevanese e dalla Tangenziale Ovest di Milano.

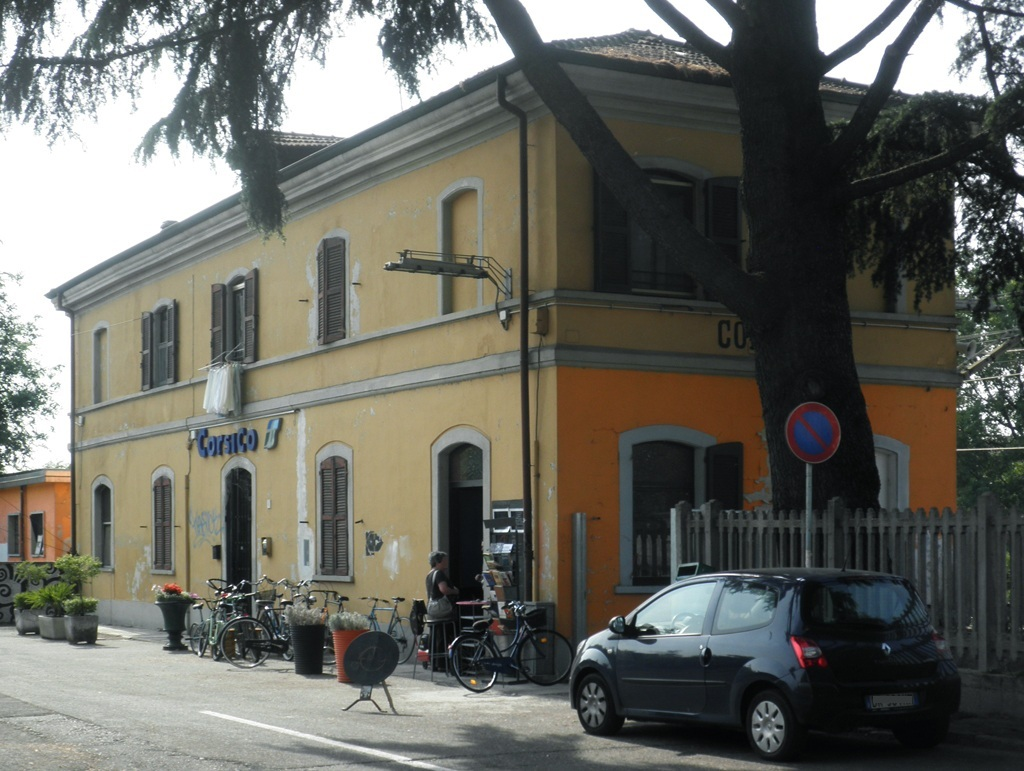
Corsico, la vecchia stazione

La stazione di Corsico (attivata nel 2009 in sostituzione della vecchia fermata edificata nel 1870) è posta sulla linea Milano-Mortara ed è servita dalla linea S9 del servizio ferroviario suburbano di Milano svolto da Trenord nell'ambito del contratto di servizio stipulato con la Regione Lombardia.
Fra il 1884 e il 1966 la città fu servita da una fermata della tranvia Milano-Corsico-Abbiategrasso, della quale costituì il capolinea provvisorio nei primi anni d'esercizio. Al confine del territorio comunale, nel quartiere milanese di Lorenteggio, al 2025, ha sede il cappio del capolinea della linea tranviaria 14 della rete urbana.
Il servizio di trasporto pubblico urbano e suburbano è svolto mediante collegamenti automobilistici eserciti da ATM e STAV, nonché dal servizio di navigazione fluviale operato da Navigli Lombardi. Il canale viene però usato nella maggior parte dei casi da atleti dell'Istituto Canottieri Olona, limitando la presenza di un vero e proprio organo di trasporti su acqua. Grazie alle linee di autobus 321, 325 e 351 del servizio ATM e il servizio ferroviario Trenord, Corsico riesce a collegarsi facilmente alla metropoli Milanese e a tutti i suoi servizi, inclusa la metropolitana Linea Rossa da Bisceglie e la Linea Verde, da Romolo e Porta Genova. Una porzione del territorio di Corsico è attraversato anche dalla linea 64, sempre del servizio ATM.
Inoltre, da Marzo 2023 è disponibile anche il servizio di car sharing Enjoy con attivi due stalli comunali di parcheggio presso la stazione ferroviaria di Corsico in via Copernico e in via Nilde lotti.

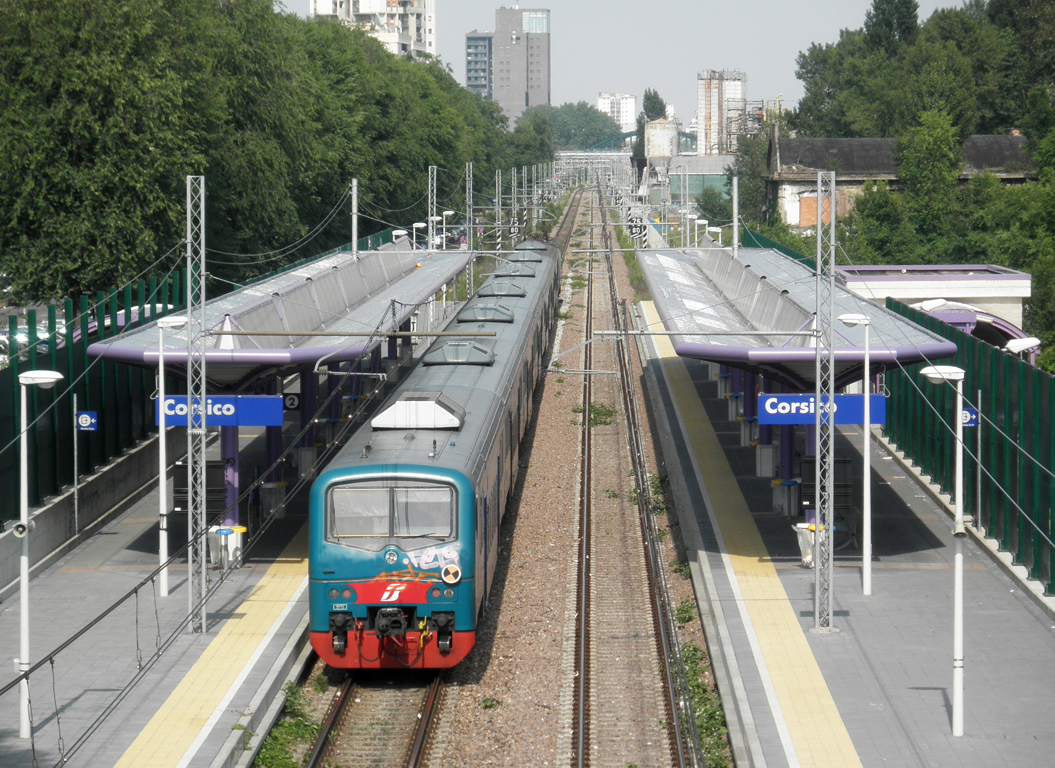
Treno in sosta in direzione Milano

## Amministrazione
| Periodo           | Periodo           | Primo cittadino         | Partito                                                    | Carica                    | Note   |
| ----------------- | ----------------- | ----------------------- | ---------------------------------------------------------- | ------------------------- | ------ |
| 23 aprile 1995    | 13 giugno 1999    | Giorgio Perversi        | Partito Democratico della Sinistra Democratici di Sinistra | sindaco                   |        |
| 13 giugno 1999    | 31 gennaio 2000   | Giorgio Perversi        | Democratici di Sinistra                                    | sindaco                   | [ 22 ] |
| 31 gennaio 2000   | 16 aprile 2000    | Emilio Busnati          | Democratici di Sinistra                                    | sindaco f.f.              |        |
| 16 aprile 2000    | 4 aprile 2005     | Lillo Sergio Graffeo    | Democratici di Sinistra                                    | sindaco                   |        |
| 4 aprile 2005     | 29 marzo 2010     | Lillo Sergio Graffeo    | Democratici di Sinistra Partito Democratico                | sindaco                   |        |
| 29 marzo 2010     | 31 maggio 2015    | Maria Ferrucci          | Partito Democratico                                        | sindaco                   |        |
| 31 maggio 2015    | 4 giugno 2019     | Filippo Errante         | Forza Italia Fratelli d'Italia Lega Nord                   | sindaco                   | [ 23 ] |
| 4 giugno 2019     | 21 settembre 2020 | Francesca Iacontini     |                                                            | commissario straordinario |        |
| 21 settembre 2020 | in carica         | Stefano Martino Ventura | Partito Democratico                                        | sindaco                   |        |

### Gemellaggi
- Malakoff, dal 1970
- Mataró, dal 1993
- Regla, dal 2003
- San Giovanni a Piro, dal 2015

## Sport
- ASD Santana Red Devils (Calcio - Seconda Categoria)
- ASD Travaglia (Calcio FIGC, settore giovanile e prima squadra attivi dal 2013)
- Trial Corsico (Calcio - Seconda Categoria)
- US Corsico 1908 (Calcio - Società inattiva dal 2010)
- Giorgella (Calcio - Società inattiva dal 2006)
- Polisportiva Corsico (Calcio - settore giovanile)
- Le Azzurre (Calcio femminile)
- C.S.C. Nuoto (Centro Sportivo Corsico Nuoto) - Squadra agonistica di nuoto giovanile
- C.S.C. Basket (Centro Sportivo Corsico)
- New Team Master Nuoto
- POSL Polisportiva Oratorio San Luigi (calcio FIGC - settore giovanile e prima squadra terza categoria)
- Basket Corsico (Basket, militante in serie C2)